# Праиола
Праиола је насеље у Италији у округу Катанија, региону Сицилија.
Према процени из 2011. у насељу је живело 8 становника. Насеље се налази на надморској висини од 10 м.